# Ed Chynoweth Cup

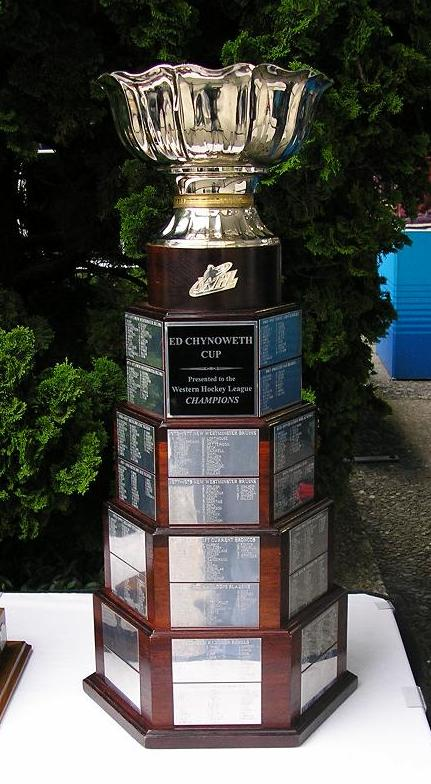
Trofej Ed Chynoweth Cup

Ed Chynoweth Cup je trofej pro hokejové kluby, které vyhrají playoff juniorské hokejové ligy Western Hockey League. Původně byl od vzniku ligy v roce 1966 nazýván President's Cupem. Trofej byla přejmenována v roce 1997 na počest Eda Chynowetha, za jeho dlouhodobý přínos juniorskému hokeji v Kanadě. Vítěz Ed Chynoweth Cupu má zajištěné místo v Memorial Cupu.

## Držitelé Ed Chynoweth Cupu
| Ročník   | Vítěz                      | Finalista             | Výsledek |
| -------- | -------------------------- | --------------------- | -------- |
| 1966–67  | Moose Jaw Canucks (1)      | Regina Pats           | 4–1      |
| 1967–68  | Estevan Bruins (1)         | Flin Flon Bombers     | 4–0–1    |
| 1968–69  | Flin Flon Bombers (1)      | Edmonton Oil Kings    | 4–2      |
| 1969–70  | Flin Flon Bombers (2)      | Edmonton Oil Kings    | 4–0      |
| 1970–71  | Edmonton Oil Kings (1)     | Flin Flon Bombers     | 4–1–1    |
| 1971–72  | Edmonton Oil Kings (2)     | Regina Pats           | 4–1      |
| 1972–73  | Medicine Hat Tigers (1)    | Saskatoon Blades      | 3–0–2    |
| 1973–74  | Regina Pats (1)            | Calgary Centennials   | 4–0      |
| 1974–75  | New Westminster Bruins (1) | Saskatoon Blades      | 4–3      |
| 1975–76  | New Westminster Bruins (2) | Saskatoon Blades      | 4–2–1    |
| 1976–77  | New Westminster Bruins (3) | Brandon Wheat Kings   | 4–1      |
| 1977–78  | New Westminster Bruins (4) | Billings Bighorns     | 4–0      |
| 1978–79  | Brandon Wheat Kings (1)    | Portland Winter Hawks | 4–2      |
| 1979–80  | Regina Pats (2)            | Victoria Cougars      | 4–1      |
| 1980–81  | Victoria Cougars (1)       | Calgary Wranglers     | 4–3      |
| 1981–82  | Portland Winter Hawks (1)  | Regina Pats           | 4–1      |
| [1982–83 | Lethbridge Broncos (1)     | Portland Winter Hawks | 4–1      |
| 1983–84  | Kamloops Blazers (1)       | Regina Pats           | 4–3      |
| 1984–85  | Prince Albert Raiders (1)  | Kamloops Blazers      | 4–0      |
| 1985–86  | Kamloops Blazers (2)       | Medicine Hat Tigers   | 4–1      |
| 1986–87  | Medicine Hat Tigers (2)    | Portland Winter Hawks | 4–3      |
| 1987–88  | Medicine Hat Tigers (3)    | Kamloops Blazers      | 4–2      |
| 1988–89  | Swift Current Broncos (1)  | Portland Winterhawks  | 4–0      |
| 1989–90  | Kamloops Blazers (3)       | Lethbridge Hurricanes | 4–1      |
| 1990–91  | Spokane Chiefs (1)         | Lethbridge Hurricanes | 4–0      |
| 1991–92  | Kamloops Blazers (4)       | Saskatoon Blades      | 4–3      |
| 1992–93  | Swift Current Broncos (2)  | Portland Winter Hawks | 4–3      |
| 1993–94  | Kamloops Blazers (5)       | Saskatoon Blades      | 4–3      |
| 1994–95  | Kamloops Blazers (6)       | Brandon Wheat Kings   | 4–2      |
| 1995–96  | Brandon Wheat Kings (2)    | Spokane Chiefs        | 4–1      |
| 1996–97  | Lethbridge Hurricanes (1)  | Seattle Thunderbirds  | 4–0      |
| 1997–98  | Portland Winter Hawks (2)  | Brandon Wheat Kings   | 4–0      |
| 1998–99  | Calgary Hitmen (1)         | Kamloops Blazers      | 4–1      |
| 1999–00  | Kootenay Ice (1)           | Spokane Chiefs        | 4–2      |
| 2000–01  | Red Deer Rebels (1)        | Portland Winter Hawks | 4–1      |
| 2001–02  | Kootenay Ice (2)           | Red Deer Rebels       | 4–2      |
| 2002–03  | Kelowna Rockets (1)        | Red Deer Rebels       | 4–2      |
| 2003–04  | Medicine Hat Tigers (4)    | Everett Silvertips    | 4–0      |
| 2004–05  | Kelowna Rockets (2)        | Brandon Wheat Kings   | 4–1      |
| 2005–06  | Vancouver Giants (1)       | Moose Jaw Warriors    | 4–0      |
| 2006–07  | Medicine Hat Tigers (5)    | Vancouver Giants      | 4–3      |
| 2007–08  | Spokane Chiefs (2)         | Lethbridge Hurricanes | 4–0      |
| 2008–09  | Kelowna Rockets (3)        | Calgary Hitmen        | 4–2      |
| 2009–10  | Calgary Hitmen (2)         | Tri-City Americans    | 4–1      |
| 2010–11  | Kootenay Ice (3)           | Portland Winterhawks  | 4–1      |
| 2011–12  | Edmonton Oil Kings (3)     | Portland Winterhawks  | 4–3      |
| 2012–13  | Portland Winterhawks (3)   | Edmonton Oil Kings    | 4–2      |
| 2013–14  | Edmonton Oil Kings (4)     | Portland Winterhawks  | 4–3      |
| 2014–15  | Kelowna Rockets (4)        | Brandon Wheat Kings   | 4–0      |
| 2015–16  | Brandon Wheat Kings (3)    | Seattle Thunderbirds  | 4–1      |
| 2016–17  | Seattle Thunderbirds (1)   | Regina Pats           | 4–2      |
| 2017–18  | Swift Current Broncos (3)  | Everett Silvertips    | 4–2      |
| 2018–19  | Prince Albert Raiders (2)  | Vancouver Giants      | 4–3      |